# Don't Go Away (canción de Buckcherry)
«Don't Go Away» es el duodécimo sencillo por Buckcherry, y su segundo de su cuarto álbum de estudio, Black Butterfly.